# Festivalul Umorului de la Odesa

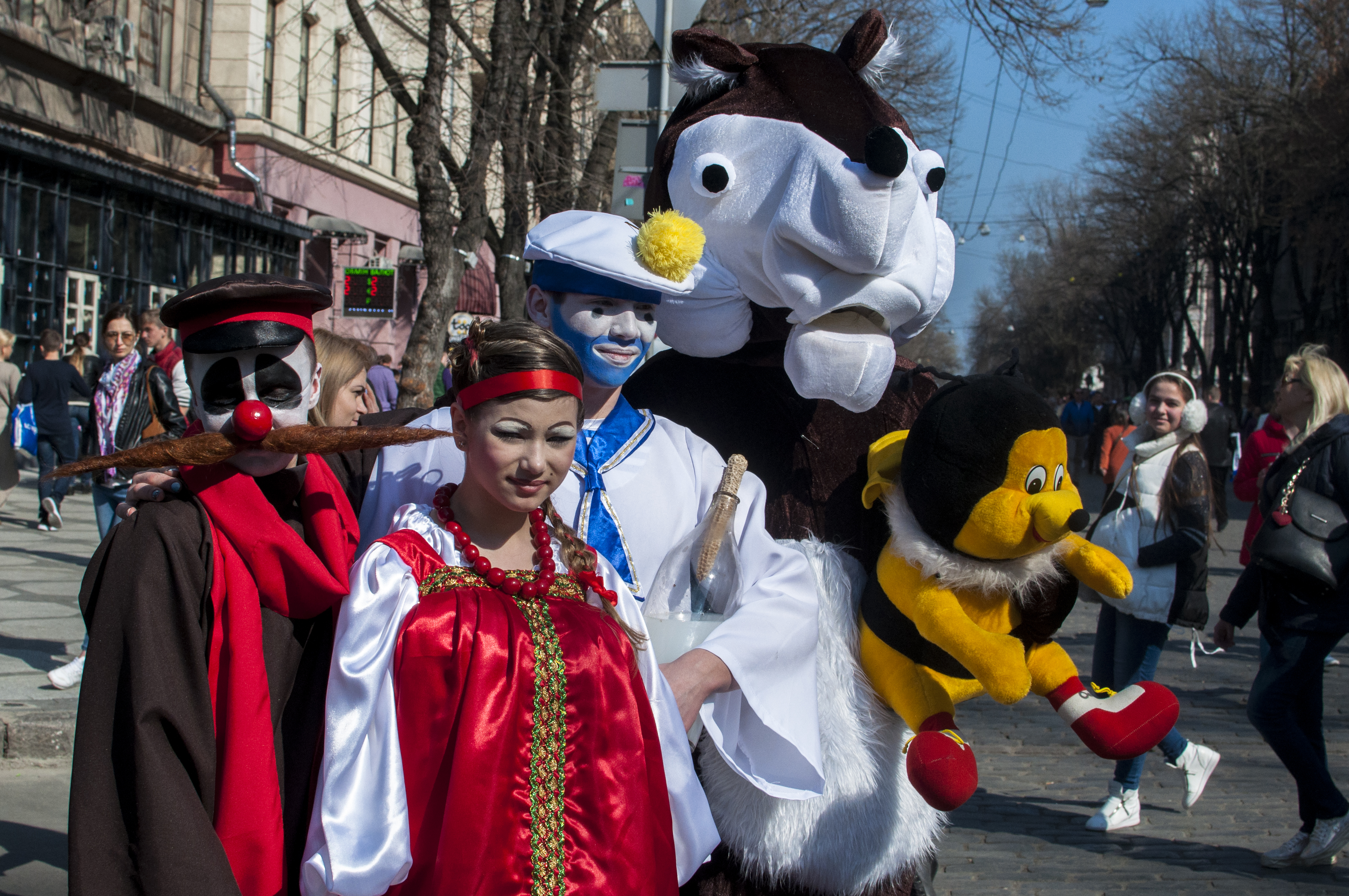
Secvență de la ediția din 2017

Festivalul Umorului de la Odesa este un festival dedicat umorului și satirei, organizat în fiecare an în Odesa pe strada Deribasivska. A fost fondat în 1972 de către un colectiv umoristic „Tineri, Veseli și Curajoși” din Odesa.